# Calyptrophora antilla
Calyptrophora antilla är en korallart som beskrevs av Bayer 200. Calyptrophora antilla ingår i släktet Calyptrophora och familjen Primnoidae. Inga underarter finns listade i Catalogue of Life.